# 26 Broadway
26 Broadway (ook bekend als het Standard Oil Building) is een wolkenkrabber in New York aan Broadway. Het 158,5 meter hoge gebouw heeft 31 verdiepingen. De naam verwijst naar het adres van het kantoorgebouw.

## Geschiedenis
Het werd oorspronkelijk gebouwd in 1885 naar het ontwerp van de architect Francis H. Kimball, toen Standard Oil verhuisde van Cleveland naar New York. Het eerste gebouw van Standard Oil op deze locatie was een tien verdiepingen hoog gebouw dat zich uitstrekte tussen Broadway en North Street. In de jaren daarna werd het gebouw meermalen uitgebreid. Na de Eerste Wereldoorlog nam Walter C. Teagle de beslissing om het gebouw flink uit te breiden door alle aangrenzende gebouwen van het huizenblok te kopen en ze daarna te slopen of ingrijpend te renoveren. 
In 1921 werd begonnen met de bouw van het huidige gebouw in Lower Manhattan. De neoclassicistische gevel doet denken aan die van het Manhattan Municipal Building, die is echter gebogen in de andere richting, omdat de gevel van 26 Broadway de kromming in de weg volgt. De oprichter van de oliemaatschappij, die dit gebouw liet bouwen was John D. Rockefeller, die in de geschiedenis van New York een belangrijke rol heeft gespeeld. Op het moment van de bouw, was de piramidevormige toren - die was geïnspireerd op het Mausoleum van Halicarnassus -  de hoogste toren op het zuidelijke puntje van Manhattan en was verlicht als een baken voor schepen die de haven binnenvoeren.
In 2006 huisvestte het gebouw het Museum van de Amerikaanse financiële geschiedenis, dat tegenwoordig zijn adres heeft op 48 Wall Street.